# Ophiernus
Famille
Genre
Ophiernus est un genre d'ophiures, le seul de la famille des Ophiernidae. 

## Liste d'espèces
Selon World Register of Marine Species (14 octobre 2018) :
- Ophiernus adspersus Lyman, 1883
- Ophiernus alepidotus Madsen, 1977
- Ophiernus quadrispinus Koehler, 1908
- Ophiernus seminudus Lütken & Mortensen, 1899
- Ophiernus vallincola Lyman, 1878

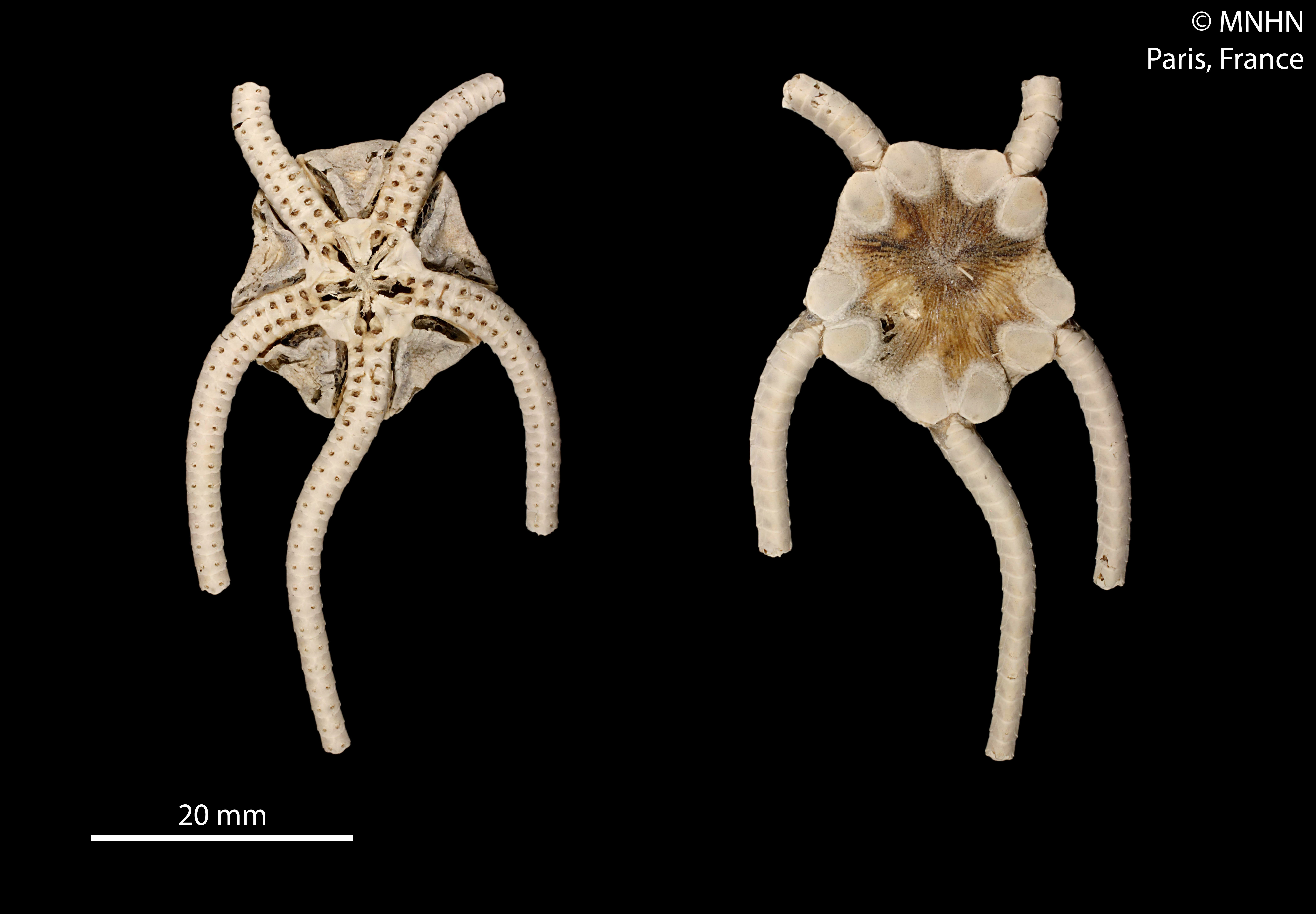
Ophiernus adspersus annectens.
Ophiernus alepidotus.
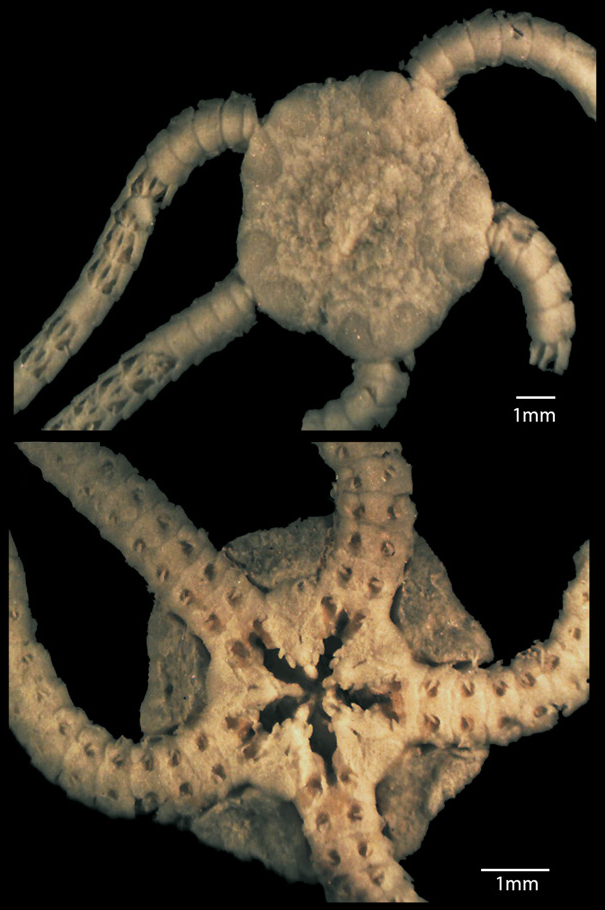
Ophiernus quadrispinus.
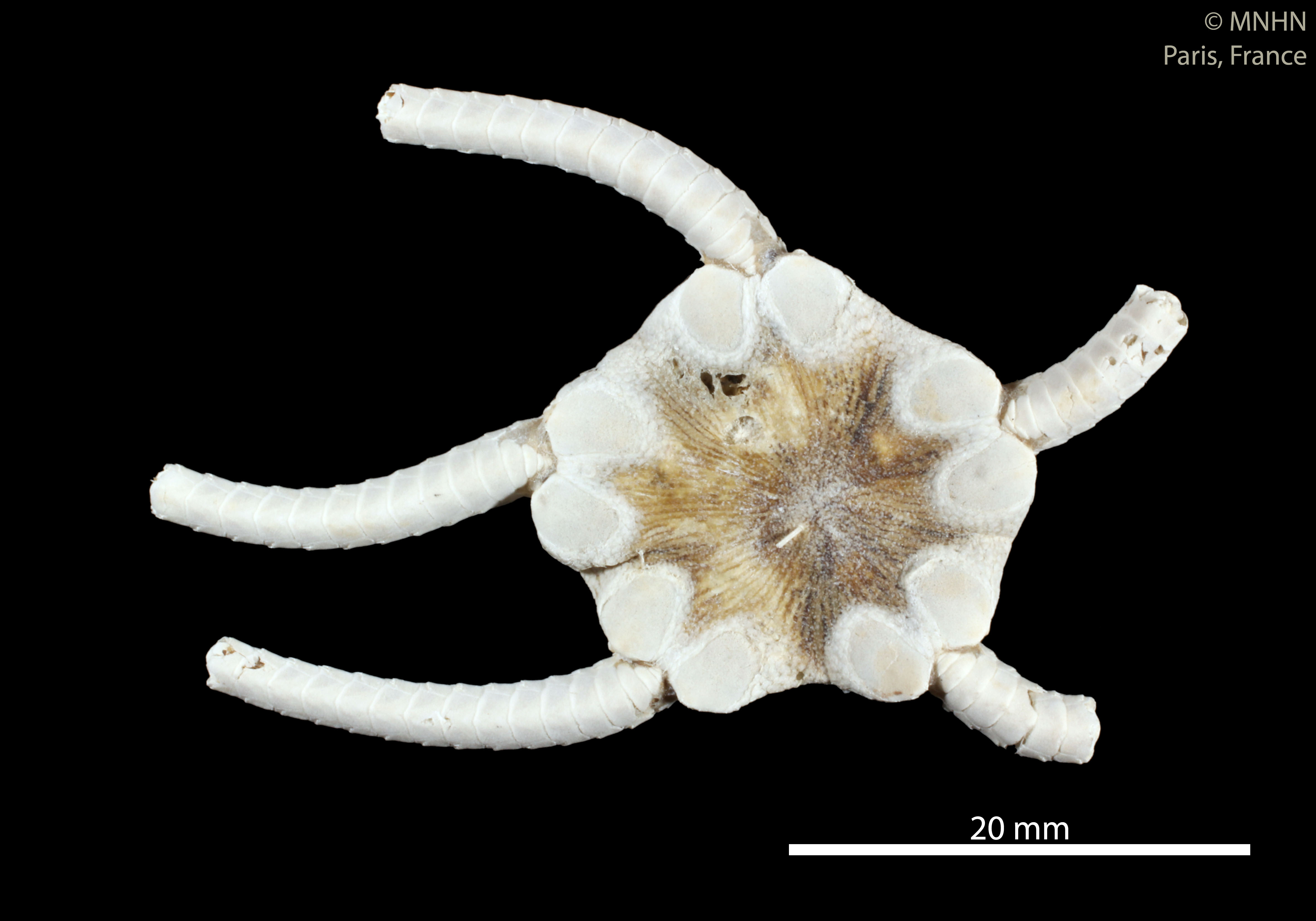
Ophiernus seminudus.